# Keramotá
Keramotá, en grec moderne : Κεραμωτά, est un village du dème de Mylopótamos, en Crète, en Grèce. Selon le recensement de 2011, la population de Keramotá compte 120 habitants. Il est situé à une altitude de 370 m et à une distance de 32 km de Réthymnon.

## Recensements de la population
| Recensements | 1900 | 1920 | 1928 | 1940 | 1951 | 1961 | 1971 | 1981 | 1991 | 2001 | 2011 | 2021 |
| ------------ | ---- | ---- | ---- | ---- | ---- | ---- | ---- | ---- | ---- | ---- | ---- | ---- |
| Population   | 113  | 124  | 133  | 170  | 187  | 156  | 162  | 184  | -    | 144  | 120  | 140  |